# Xizor
 Príncipe Xizor  (Shee-zor) es el villano más importante y protagonista de la novela y de la Historieta Cómica Sombras del Imperio (Shadows of the Empire). Él es un Falleen y fue el líder de la poderosa organización criminal Black Sun durante el tiempo entre la Batalla de Hoth y el final de la Guerra Civil Galáctica.
La novela Sombras del Imperio ubica al Príncipe Xizor como el rival de Darth Vader, y ha sido descrito como el tercer más poderoso villano en la Galaxia Star Wars, solo detrás del Emperador Palpatine y Darth Vader.
- Datos: Q2633028